# Brasilianische Eishockeyliga
Die Brasilianische Eishockeyliga ist die höchste Eishockeyliga in Brasilien. Die drei Meisterschaften 2008, 2009 und 2010 gewann die Sociedade Hípica de Campinas.

## Geschichte
Nachdem bereits seit Ende der 1960er Jahre Eishockey in Brasilien gespielt wurde, konnte der Sport ab den 1980er Jahren aufgrund der fehlenden Eisflächen nicht mehr betrieben werden. Im Jahr 2008 entschloss sich die Federação Paulista de Hockey no Gelo (FPHG), der Eishockeyverband des Bundesstaates São Paulo, in dem sich der Großteil der Eishockeyaktivitäten des Landes konzentriert, dazu, wieder eine nationale Meisterschaft durchzuführen. In diesem wie in den folgenden beiden Jahren gewann jeweils die Sociedade Hípica de Campinas den Meistertitel. In beiden Jahren spielten je sieben Mannschaften um die brasilianische Meisterschaft.

## Meister
- 2008: Sociedade Hípica de Campinas
- 2009: Sociedade Hípica de Campinas
- 2010: Sociedade Hípica de Campinas[4]